# Maria Bednarska
Maria Barbara Bednarska (ur. 25 maja 1903 w Alwerni, zm. 20 czerwca 1979 w Krakowie) – polska aktorka, głównie teatralna. Absolwentka Szkoły Wydziałowej Panien Prezentek w Krakowie oraz krakowskiej dwuletniej Miejskiej Szkoły Dramatycznej (1922).

## Życiorys
Urodziła się jako córka lekarza Józefa Bednarskiego i Róży z domu Wojnowskiej. Była szczupłą blondynką średniego wzrostu o niskim głosie i talii osy. Zadebiutowała 17 grudnia 1921 roku na deskach Teatru im. J. Słowackiego jako Bibcia w spektaklu Straszne dzieci. Od sezonu 1922/23 została zaangażowana do zespołu tego teatru. Dużym sukcesem okazała się rola w spektaklu Biuro pocztowe, w którym zagrała Amala. Chociaż zarzucano jej wówczas pewną dozę monotonii w grze aktorskiej, recenzenci podkreślali jej ogromny talent, nienaganną dykcję i ciekawy, dźwięczny głos. Szybko zrobiła niezbędne postępy i pod okiem Stanisławy Wysockiej stała się cenioną aktorką charakterystyczną. Krytycy wysoko oceniali także jej talent komiczny, nierzadko wykorzystywany w kreowaniu postaci niezbyt mądrych kobiet. Często zdarzało się, że przeciętne bądź nawet nieudane inscenizacje zyskiwały dzięki kreacjom Bednarskiej.
Od sezonu 1934/35 przeniosła się na krótko do Teatrów Miejskich Wilna, jednak już po dwóch miesiącach powróciła do Krakowa z powodu śmierci obydwojga rodziców. Rozpoczęła pracę suflerki w Teatrze im. Słowackiego, a na etat aktorski została zaangażowana dopiero po występie w roli Ireny Lawrence w przedstawieniu Szesnastolatka w listopadzie 1935 roku. Tuż przed zamknięciem teatru przez Niemców zdążyła jeszcze zagrać Pannę Anielę w komedii autorstwa Aleksandra Fredry Damy i huzary 15 października 1939. 
Podczas II wojny światowej w latach 1939–1942 była zatrudniona w Miejskiej Izbie Obrachunkowej krakowskiego Magistratu, a potem była przez jakiś czas na utrzymaniu swej siostry. Od marca 1945 występowała ponownie w krakowskim Teatrze im. J. Słowackiego, a następnie od sezonu 1946/47 w Teatrach Dramatycznych. W sezonie 1954/55 rozpoczęła pracę w Starym Teatrze, gdzie pracowała do 1969 roku, czyli do przejścia na emeryturę. W roku 1960 zagrała w filmie Rok pierwszy. Często obsadzano ją w niezbyt dużych, ale za to wyrazistych, charakterystycznych rolach. Nie dbała o rozgłos, nie dążyła do sławy, dlatego też nigdy nie zdobyła statusu gwiazdy. 19 kwietnia 1964 świętowała 40-lecie pracy artystycznej. 
W teatrze po raz ostatni raz wystąpiła w roku 1969 w roli Starej kobiety w spektaklu Moja córeczka Tadeusza Różewicza. Była członkiem zasłużonym SPATiF-ZASP.

## Spektakle teatralne (wybór)
- 1921: Straszne dzieci jako Bibcia
- 1922: To, co najważniejsze jako Głuchoniema
- 1924: Świerszcz za kominem jako Mary Piribingl; Świerszcz (reż. S. Wysocka)
- 1924: Biuro pocztowe jako Amal (reż. S. Wysocka)
- 1924: Nowy Don Kiszot jako Zofia (reż. Zygmunt Chmielewski)
- 1925: Śluby panieńskie jako Aniela Dobrójska
- 1926: Akropolis jako Anioł, Anioł snu Jakóbowego (reż. Józef Sosnowski)
- 1927: Król jako Żorżetta (reż. Zygmunt Nowakowski)
- 1932: Królowa przedmieścia jako Helcia (reż. Teofil Trzciński)
- 1932: Fantazy jako Helenka (reż. Juliusz Osterwa)
- 1932: Pomsta jako Druhna (reż. Stefan Turski)
- 1933: Mademoiselle jako Helena (reż. Wacław Nowakowski)
- 1933: Tak – a nie inaczej! jako Kwestarka (reż. Józef Karbowski)
- 1933: Błędne koło Krystyny jako Siostra I (reż. Zofia Modrzewska)
- 1933: Eros i Psyche jako Carmen (reż. J. Osterwa)
- 1934: Panna z dyplomacji jako Henryka Gyne (reż. W. Nowakowski)
- 1935: Szesnastolatka jako Irena Lawrence
- 1936: Rozkoszna dziewczyna jako Julia (reż. Wacław Radulski)
- 1936: Matura jako Prof. dr Klotylda Wimmer (reż. J. Karbowski)
- 1936: Misterium Nocy Majowej jako Sankulotka (reż. J. Karbowski)
- 1936: Nieusprawiedliwiona godzina jako Truda Hofmann (reż. J. Karbowski)
- 1937: Złoty wieniec jako Polly (reż. S. Wysocka)
- 1937: Bolesław Śmiały jako Niewierna żona (reż. Karol Frycz)
- 1937: Jaskółka z wieży Mariackiej jako Krysia (reż. W. Radulski)
- 1937: Walący się dom jako Ludwika (reż. W. Nowakowski)
- 1937: Sędziowie jako Dziewczyna I (reż. S. Wysocka)
- 1938: W małym domku jako Wanda (reż. J. Karbowski)
- 1938: Piosenka o kadecie jako Rita Zadorra (reż. W. Radulski)
- 1938: Wikinda jako Wikinda (reż. W. Nowakowski)
- 1938: Serce Balbiny jako Izabella (reż. W. Radulski)
- 1939: Jak wam się podoba jako Kasia (reż. W. Radulski)
- 1939: Damy i huzary jako Panna Aniela
- 1945: Damy i huzary jako Panna Aniela (reż. J. Karbowski)
- 1945: Mąż z grzeczności jako Filomena (reż. Jerzy Leszczyński)
- 1945: Panna Maliczewska jako Michasiowa (reż. K. Frycz)
- 1945: Przejrzały oczy nasze jako Kobieta (reż. J. Karbowski)
- 1945: Balladyna jako Chochlik (reż. Władysław Woźnik)
- 1946: Skamieniały las jako Pani Chisholm (reż. J. Karbowski)
- 1946: Kandida jako Prozerpina Garnett (reż. Wiktor Biegański)
- 1946: Rozdroże miłości jako Pani Julia (reż. Roman Zawistowski)
- 1947: Ich czworo jako Panna Mania (reż. R. Zawistowski)
- 1947: Ocalenie Jakuba jako Joanna (reż. R. Zawistowski)
- 1948: Szczęście Frania jako Langmanowa (reż. Janusz Warnecki)
- 1948: Archipelag Lenoir jako Maria Teresa Robec-Lenoir (reż. Krystyna Zelwerowicz)
- 1948: Noe i jego menażeria jako Sybilla (reż. R. Zawistowski)
- 1949: Lekkomyślna siostra jako Helena (reż. R. Zawistowski)
- 1949: Odwety jako Lemańska (reż. R. Zawistowski)
- 1949: Damy i huzary jako Dyndalska (reż. Władysław Krzemiński)
- 1949: Moralność pani Dulskiej jako Tadrachowa (reż. Roman Niewiarowicz)
- 1950: Pigmalion jako Pani Pearce (reż. Jerzy Ronard Bujański)
- 1950: Zwykły człowiek jako Konstancja Lwowna (reż. W. Krzemiński)
- 1951: Sprawa Pawła Eszteraga jako Pani Eszterag (reż. Irena Babel)
- 1952: Ciężkie czasy jako Aurora (reż. W. Krzemiński)
- 1953: Rozbity dzban jako Pani Marta (reż. I. Babel)
- 1954: Mieszkanie 3 jako Ciocia Walercia (reż. R. Niewiarowicz)
- 1954: Wiśniowy sad jako Szarlotta Iwanowna (reż. W. Krzemiński)
- 1955: Maturzyści jako Woźniakówna (reż. J.R. Bujański)
- 1956: Dom Bernardy Alba jako Poncia (reż. Halina Gall)
- 1956: Wysoka ściana jako Sabina Rzepkówna (reż. H. Gall)
- 1956: Brat marnotrawny jako Lady Bracknell (reż. Zdzisław Mrożewski)
- 1957: Nigdy nic nie wiadomo jako Pani Clandon (reż. R. Niewiarowicz)
- 1958: Mademoiselle jako Mademoiselle (reż. R. Niewiarowicz)
- 1959: Gdzie diabeł nie może jako Kundzia (reż. R. Niewiarowicz)
- 1960: Candida jako Prozerpina Garnett (reż. Piotr Pawłowski)
- 1961: Ryk byłego lwa jako Pani Lorcia (reż. Kazimierz Fabisiak)
- 1963: Sen jako Pułkownikowa (reż. Lidia Zamkow)
- 1963: Wesele jako Klimina (reż. Andrzej Wajda)
- 1964: Szczęście rodzinne jako Róża (reż. Tadeusz Kwiatkowski)
- 1964: Ktoś nowy jako Gerszowa (reż. Jerzy Jarocki)
- 1965: Zaproszenie do zamku jako Mme Desmermortes (reż. Zdzisław Tobiasz)
- 1966: Woyzeck jako Babcia (reż. Konrad Swinarski)
- 1966: Zmierzch jako Nechama (reż. J. Jarocki)
- 1967: Sceneria zimowa jako Piny (reż. Zygmunt Hübner)
- 1968: Klątwa jako Matka (reż. K. Swinarski)
- 1968: Niewinne kłamstwa jako Sophie (reż. Romana Próchnicka)
- 1968: Moja córeczka jako Stara kobieta; Sprzątaczka I (reż. J. Jarocki)

## Film
W 1960 roku zagrała Gęślicką, właścicielkę magla w filmie wojennym Rok pierwszy (reż. Witold Lesiewicz). Prawdopodobnie grała też sporadycznie w innych filmach, jednak nieznane są ich tytuły.

## Nagrody
- 1963: Nagroda II stopnia na FSRiR w Katowicach za rolę Pułkownikowej w przedstawieniu Sen według Fiodora Dostojewskiego w Starym Teatrze w Krakowie,
- 1964: Nagroda Ministra Kultury i Sztuki,
- 1966: Nagroda Artystyczna miasta Krakowa za całokształt pracy artystycznej.

## Ordery i odznaczenia
- Krzyż Kawalerski Orderu Odrodzenia Polski (1964)
- Medal 10-lecia Polski Ludowej (28 stycznia 1955)[1]